# 笠木あやか
笠木 あやか（かさぎ あやか、1984年5月16日 - ）は、日本の元AV女優。
出身地は神奈川県と記載されているものと愛知県と記載されているものがある。ロータス東京（ロータスグループ）所属。
血液型：O型 、身長：160cm、スリーサイズ：B83・W59・H85、Cカップ。
「笠木彩花」「絢」の名義でも作品を出している。

## 略歴
2005年にAVデビュー。痴女モノを中心に活躍するロリータフェイスで人気のキカタン（企画単体）女優。ダンスモノの出演も多い。
2008年に引退。

## 出演作品

### 2005年
- 初めて乱れる（9月10日、オーロラプロジェクト）
- いいなり人形 笠木あやか（9月16日、タカラ映像）
- 恵比寿 美人派遣社員 綾華（10月17日、KIプランニング）
- 接客中の女のマ○コを客にバレないようにイカせまくり!!（10月20日、SODクリエイト）
- パイパン大運動会EX（11月7日、カルマ）
- 集団痴女コギャル2 完全版（11月18日、おかず。（ケイ・エム・プロデュース））
- ルーズソックス女子校生しか見たくない!4時間（11月18日、TMA）
- AVスカウトリアル（11月20日、イマージュ）
- ONLY☆FUCK 4（11月30日、レックオーバー）オムニバス作品
- 放送できないバラエティ番組vol.1 マンデーオーティス!（12月4日、オーティス）
- もしもこんな○○があったら…パート5 （12月4日、V&Rプロダクツ）
- ［発情お姉様］（12月4日、タカラ映像）
- FREEDOM 妹にイジメられて… 顔騎放尿（12月13日、フリーダム）
- FREEDOM 妹にイジメられて… 脚責め（12月13日、フリーダム）
- FREEDOM 妹にイジメられて… 股間責め（12月13日、フリーダム）

### 2006年
- 放送できないバラエティ番組vol.2 マンデーオーティス!（1月4日、オーティス）
- 人気女優の過激裏ビデオ 「笠木あやか」ちゃんのオマンチョ大洪水連続失神プレイ（1月11日、モザイク無しビデオ）
- リクルートスーツマニア　VIRTUAL主観（1月13日、カルマ）
- 下着メーカーに転職したらモテた（ハート）パート1 〜社内会議はお約束!女子社員一同下着姿。〜（1月19日、V&Rプロダクツ）
- 僕が女子○○部の監督になった! 女子水泳部編（1月19日、V&Rプロダクツ）※笠木彩花として出演
- 貧乳女子校生（1月19日、TMA）
- チャイナエステclassA（1月25日、イマージュ）
- 人妻いじめんせつ（1月25日、ネクストイレブン）
- 催眠バラエティー 催眠術を手に入れた!!〜Hなコトも思いのままにやりたい放題!させたい放題!〜（2月4日、SODクリエイト）
- こだわりの手コキ 40人のハンドメイド（2月10日、隼エージェンシー）他39名出演 ※笠木さやかとして出演
- 集団女子校生痴女遊戯（2月13日、マルクス兄弟）
- ボクはキミにイタズラしたい 2/12 笠木あやか（3月3日、ゴーゴーズ）
- 放課後ブルマ3 [エッチすぎちゃう補習]（3月10日、ドリームチケット）
- 極上4時間 手淫&舌淫SP3 怒涛の50連発+バイブ攻め発射10連発（3月10日、隼エージェンシー）
- MOODYZファン感謝祭　バコバコバスツアー2006（3月13日、MOODYZ）
- 新 酔娘伝 #3（3月19日、桃太郎映像出版）オムニバス作品
- SEX DAY 2（3月20日、ブレイブキング）オムニバス作品
- オフィスレディ 股間責め（4月4日、フリーダム）
- オフィスレディ 脚責め（4月4日、フリーダム）
- オフィスレディ 顔騎放尿（4月4日、フリーダム）
- 青山ED治療クリニック（4月6日、アキノリ）
- D LIPs-HIGHSCHOOL 2（4月7日、アウダースジャパン）
- 生姦 美人教師中出し絶頂（4月7日、GLAY'z）
- 童貞狩り4 [初モノ好きなオンナ]（4月10日、ドリームチケット）
- この女とヤリました。 #4（4月19日、桃太郎映像出版）
- 禁断付属女学園（4月28日、アウダースジャパン）
- DOKIレズ（4月28日、アウダースジャパン）
- HIGH SCHOOL FUCK（5月1日、アイデアポケット）
- 痴女区の区役所の痴女○○課（5月1日、V&Rプロダクツ）※AV OPEN 2006 チャレンジステージエントリー作品
- ヌキどころ一気に見せます!パイパン大運動会総集編＋未公開オフショット（5月13日、カルマ）
- くノ一戦国美勇伝（5月19日、笠倉出版社）
- 痴女ホテル 2（5月20日、イマージュ）
- 集団OL痴女 群れムレサービス残業編（5月26日、メディアステーション）
- 桃色美尻 笠木あやか（6月5日、実録出版）
- 集団痴女ヤリ合コン（6月13日、MOODYZ）
- 青山ED治療クリニック 2（6月22日、アキノリ）
- なまハメ中出し注入〜御仕置GAL編（6月23日、デジタルバンク）
- 飲精変態淫語女 笠木あやか（7月9日、アロマ企画）
- クイコミDANCE Specials（7月15日、ジャネス）
- AV女優を男風呂に乱入させて強制痴女（7月15日、アレックス）
- かわいい教師の精飲とSEX 笠木あやか（7月19日、エムズビデオグループ）
- エロカワな女子校生痴女!!（7月19日、スタイルアート）
- B系ダンス痴女（7月19日、スタイルアート）
- STREET GALS STYLISH vol.01（7月20日、イマージュ）
- キャバ嬢中出し 1 六本木S あやか（7月28日、オープンモール）
- 集団女子校生痴女 放課後男狩り編（7月28日、メディアステーション）
- エロスの地獄（8月1日、MOODYZ）
- 夏ノイタズラ（8月12日、フリービジョン）オムニバス作品
- 第1回“きき痴女”ゲーム選手権（8月15日、ワープエンタテインメント）
- Monthly2時間 撮れたて素材まんま出し 2（8月15日、ワープエンタテインメント）
- ヌギヌギ★DANCE 〜アゲアゲ サタデイナイト〜（8月15日、ジャネス）
- 激痛快!! 金蹴りin路上（8月19日、スタイルアート）
- Fetish Lesbian 笠木あやか・片瀬渚（8月25日、ドリームクリエイト）
- ギャル痴女っ!!（9月7日、SODクリエイト）
- 女子校生・ヌギヌギ DANCE★PARTY（9月19日、スタイルアート）
- 女子校生DANCE痴女（9月19日、スタイルアート）
- 「尻」ボディコン編（9月19日、スタイルアート）
- ハーレムオフィス（9月20日、ジェイモデル）
- M覚醒 VOL.2（9月25日、未来・フューチャー）
- コブ縄マ○ズリオナニー（9月29日、メディアバンク）
- キャバナン・ゲット 7（10月13日、グローリークエスト）
- KARMA2周年特別企画 どっちがエロいんでSHOW!（10月13日、カルマ）
- 女子高生新宿中出し 3 あやかちゃん（10月20日、オープンモール）
- 彼女のカノジョと *12（10月20日、ゴーゴーズ）
- 顔騎放尿（11月12日、フリーダム）
- アナルを犯される男達（11月12日、フリーダム）
- 脚責め（11月12日、フリーダム）
- 地上波では絶対見れないアダルトビデオバラエティ Kさま!!（11月13日、カルマ）
- 集団痴女ギャルサー 完全版（11月17日、おかず。（ケイ・エム・プロデュース））
- 私を買ってくださいと拝み倒す女たちの悶絶ダンス（11月25日、ラハイナ東海）
- プライベート撮影（11月28日、スパークビジョン）
- 女子校生痴女バスツアー（12月19日、スタイルアート）
- 野外露出ダンス COLLECTION 1（12月19日、スタイルアート）
- 超高級!若妻脱衣麻雀倶楽部（12月20日、ネクストイレブン）
- 女子校生ぶちアゲ ストリップダンス。 〜制服と水着とボディコンとあたし〜（12月23日、ラハイナ東海）

### 2007年
- キュートでお洒落な女の子のスケまんをじっくり拝めちゃう激ヤバ映像 VOL.1（1月5日、未来 フューチャー）
- NOモザイク!おげれつダンス!! PART.4（1月5日、未来・フューチャー）
- トウキョウハイスクール ヒップダンス（1月12日、プレステージ）
- SIMPLE 1980 THE フェラチオ 完全撮り下し 2nd Wave（1月12日、ビッグモーカル）
- エロエロ!!ダンスPro 1（1月20日、ラハイナ東海）
- エロスの地獄 〜完結編・秘密の裁き〜（2月1日、MOODYZ）
- Race Queen Groove LAP1（2月7日、プレミアム）
- SIMPLE 1980 THE 手コキ 完全撮り下し 2nd Wave（2月9日、ビッグモーカル）
- 猛臭ローファーを履いた女子高生（2月13日、IWGB）
- DANCING×CHIJO4GALS（2月19日、スタイルアート）
- 超ヌギヌギDANCE 3（2月19日、スタイルアート）
- 僕の部屋にエロエロギャルがやって来た（2月22日、アキノリ）
- NOモザイク!おげれつダンス!! PART.5（2月25日、未来・フューチャー）
- 強制レイプマニアックス 11（3月16日、メディアバンク）
- GAL★ブーツ（3月16日、ジャパン）
- DANCE SPIRIT private version（3月19日、スタイルアート）
- オゲ!オゲ!女子校生ダンス!!1（3月25日、未来・フューチャー）
- 尻フェチダンス 2（4月7日、スタイルアート）
- 競泳水着 2（4月19日、スタイルアート）
- レズビアンDANCE（4月20日、メディアアーツ）
- ギャルのニーソックス（4月26日、ジャパン）
- 入部したら男は僕一人ぼっちだった…。（5月4日、アキノリ）
- ヌルベチョ おげれつ女子校生ダンス 2（5月5日、未来・フューチャー）
- 新★眼鏡企画戦士コスラニア28 vol.1（5月12日、ラハイナ東海）
- 痴女女子校生 4時間（5月18日、メディアステーション）
- 女子校生の花園 3（6月19日、スタイルアート）
- オゲレツ!クイコミ!!淫語ダンスDX（6月19日、スタイルアート）
- ギャリンチgalynch（6月21日、SODクリエイト）
- AFTER 笠木あやか&青木瀬奈（6月25日、イエロー）
- バコバス2006&2007特別編（7月13日、MOODYZ）
- 【人気AV女優が出会いサイトで素人くんをゲット!オモチャにしちゃうゾ…】イキたい盛りが初めての経験!!（7月25日、P☆MAX）
- フリーダム学園 校内集団暴行 Vol.2（7月25日、ジャパン）
- 集団顔騎放尿 セーラー服（夏服）Ver.（7月25日、ジャパン）
- 性的浴場 貸切ソープランド（8月16日、アキノリ）
- キャバ嬢中出しDXアフター4時間・2〜六本木・新宿・渋谷編〜（8月17日、エクストリージョン）
- 美しい女の初真性中出し飲尿FUCK　（8月19日、エムズビデオグループ）
- 「尻」女子校生 3（8月19日、スタイルアート）
- 隠しカメラをイッパイ仕掛けて日常のリアルオナニーを撮影しちゃいましたぁ!!（9月6日、SODクリエイト）
- 60人のまるだしオマンコときもメン・黒人・マンコぶっかけ・中出し・ファック!（9月19日、ドグマ）
- SEX FRIENDS 真咲レイ（9月22日、オーロラプロジェクト）
- しりとり緊縛侍 ‘しりとりに負けると緊縛レイプ'（10月1日 V（ヴィ））
- ギャルのニーソックス 2（10月1日、ジャパン）
- 飲尿中出しゴックンWメイド（10月19日、エムズビデオグループ）
- 極上裏エステ（11月9日、LEO）
- 顔面騎乗 1（11月15日、ジャネス）
- 都内中出し制服4時間（11月16日、エクストリージョン）
- ディルドで遊ぶ女優たち（11月19日、BRAVO）
- エロ過ぎ腰フリ ハイパー騎乗位 中出しDANCE 2（11月20日 ピーターズ）
- もしも世界の男が絶滅した未来にタイムスリップしたら!!（11月22日、SODクリエイト）
- アナル!淫語!オゲオゲ!ダンス 2（11月25日、未来・フューチャー）
- 禁断の異母姉妹（12月7日、アウダースジャパン）
- DOKIレズ 17（12月7日、アウダースジャパン）

### 2008年
- 中出しバトルロイヤル（2月1日、MOODYZ）
- 今日もはたらくエロ姉さん。 2（2月27日、LEO）
- 女子校生こすりつけオナニー（3月7日、映天）
- M－X 3 和（3月14日、LEO）
- 美人OL集団の極エロち○ぽ狩り（3月15日、ジェイモデル）
- 人気AV女優を男サウナに乱入させて逆痴漢（3月15日、アレックス）
- 至極、地獄、極楽。CHAPTER 2（3月21日、十色）
- 時間よ止まれ! パート9（4月4日、V&Rプロダクツ）
- 美人妻極淫雀荘（4月15日、スターパラダイス）
- 接吻レズ 3 ネコとタチ（6月19日、スタイルアート）
- 女子校生 黒タイツレズ 3（6月25日、ジャネス）
- W女子校生にいきなり連続フェラでヌキとられちゃう僕!!（7月4日、映天）
- 女子校生のキモ男舐めまくり（7月4日、OFFICE K'S）
- パンストレズビアン 3（7月5日、ジャネス）
- 精神病棟 2（7月10日、大洋図書）
- デジモバック突きまくり!! 2（7月11日、LEO）
- レズ奴隷 3 狙われた美人社員（7月19日、スタイルアート）
- 乳首ビンカン女子校生（8月8日、映天）
- 女子校生のWフェラチオ（9月5日、OFFICE K'S）
- 愛のあるSEXシリーズBAZOOKA 背面位 full spec 4時間（12月19日、メディアステーション）